# Balçova

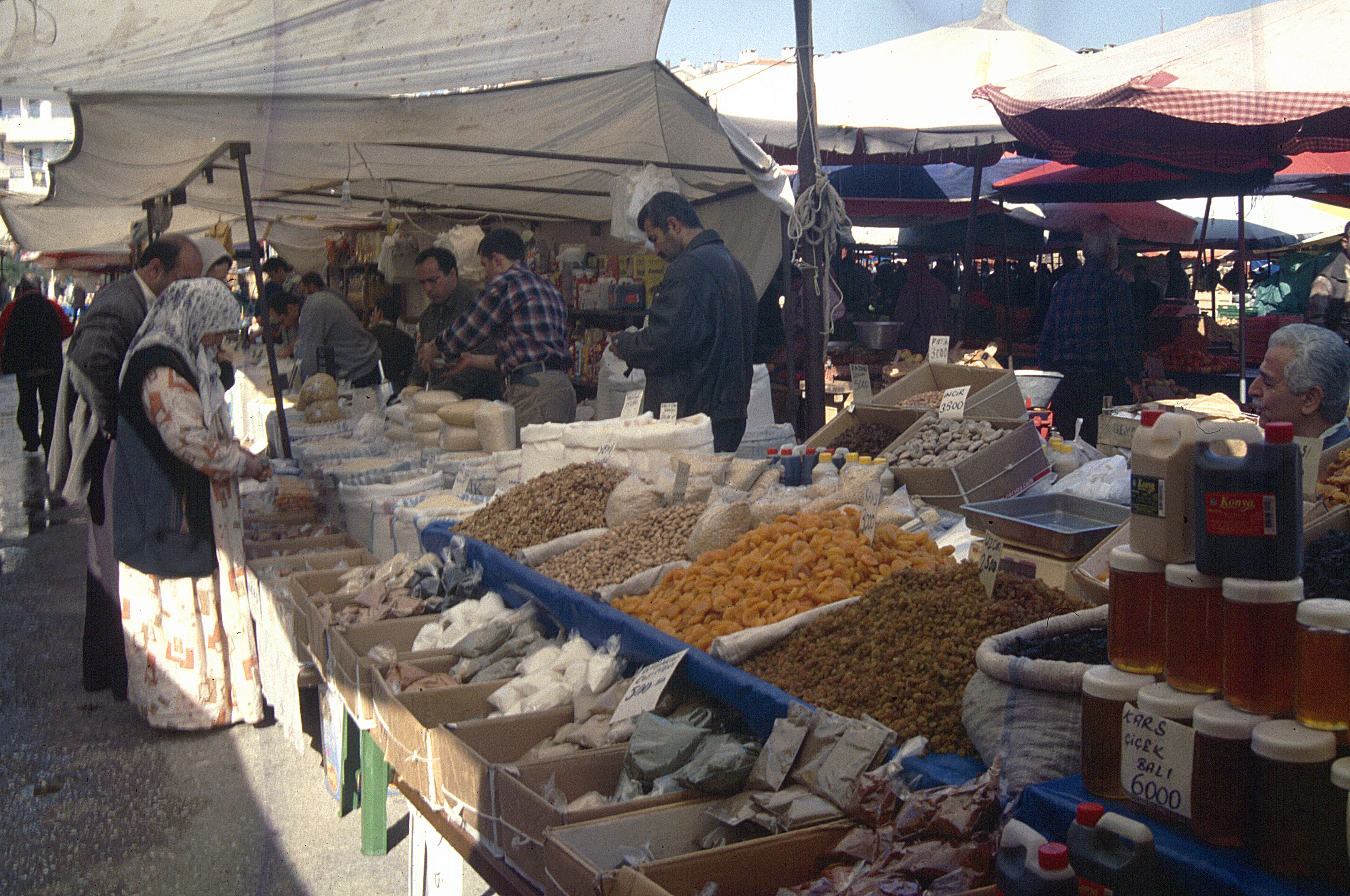
Market in Balçova

Balçova est une ville et un district de la province d'İzmir dans la région égéenne en Turquie.